# Kolopterna kurdjumovi
Kolopterna kurdjumovi is een vliesvleugelig insect uit de familie Eulophidae. De wetenschappelijke naam is voor het eerst geldig gepubliceerd in 2007 door Kostjukov & Yegorenkova.